# List of Prokaryotic names with Standing in Nomenclature
List of Prokaryotic names with Standing in Nomenclature (LPSN)とは、原核生物の名称と分類に関する情報のオンライン上データベースである。名称を日本語に翻訳すれば、「命名法に則った原核生物の名前のリスト」となる。 国際原核生物命名規約に則る。このデータベースは、1997年に創始されたList of Bacterial Names with Standing in Nomenclature (LBSN)を前身としている。1997年から2013年6月までJ. P. Euzébyによって管理されていた。2013年6月からはAidan C. Parteによって運営されている。
1998年1月28日からインターネット上に公開された。一般的に、真正細菌と古細菌の分類体系の更新や新しい分類単位（種や属など）の追加は国際論文『International Journal of Systematic and Evolutionary Microbiology』（IJSEM、改名前　International Journal of Systematic Bacteriology：IJSB）で発表される。LPSNはこの論文に従って更新される。
LPSNは、アメリカのボルチモアにあるgandi.netサーバーによって提供される。
このサイトでは現在の分類体系を確認するほか、新しい分類項目が設定された際にその基準についての参照文献を見ることができる。また、分類学の専門用語に用いられるラテン語とギリシャ語の文法の補助サービスや、原核生物の培養株の世界中のコレクションの一覧もある。